# احتواء (سياسة)

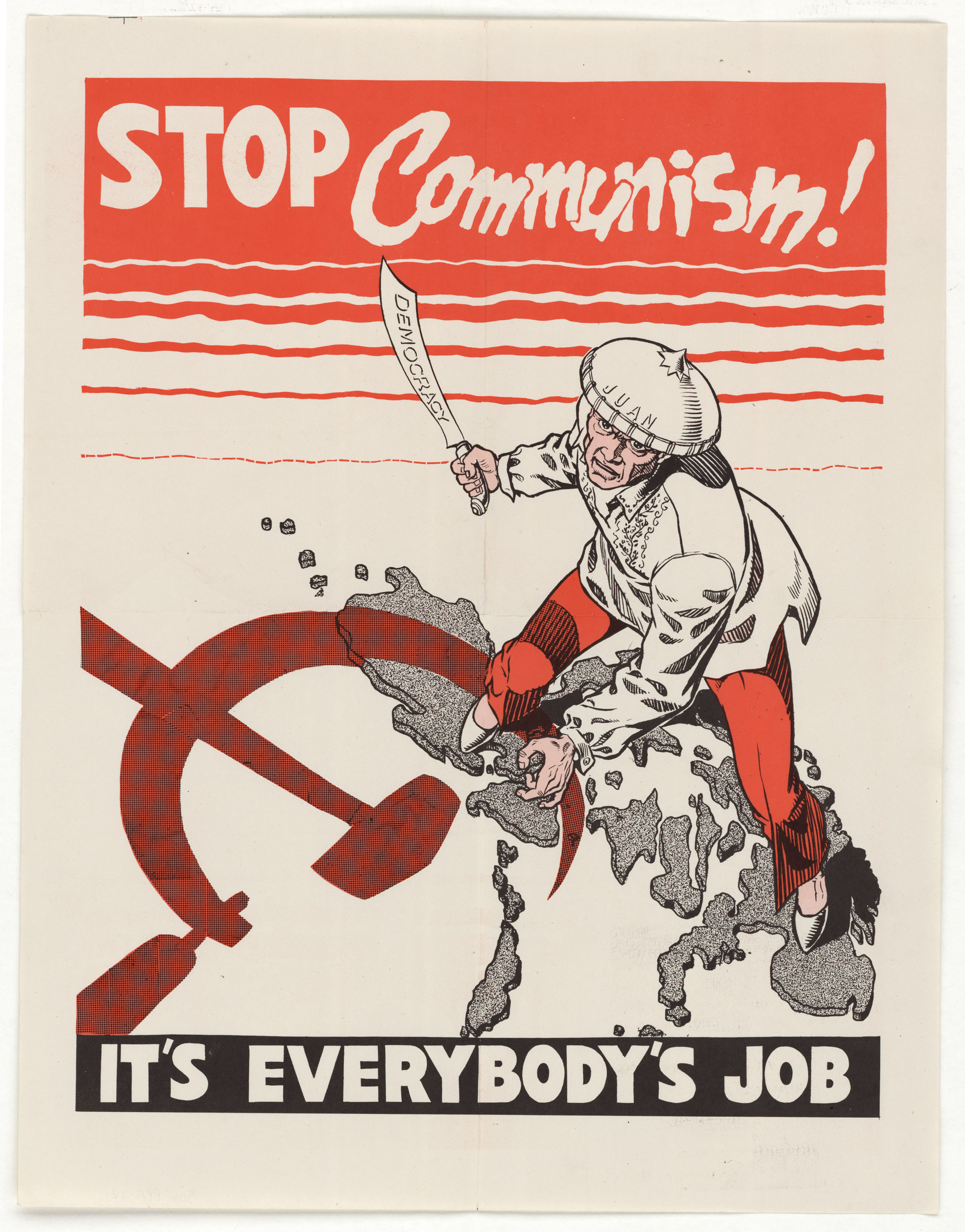

الاحتواء هو سياسة خارجية إستراتيجية جيوسياسية تتبعها الولايات المتحدة. يرتبط المصطلح بشكل ضعيف بالمصطلح الفرنسي كوردون سانيتيه (الحزام الصحي) الذي استخدم لاحقًا لوصف الاحتواء الجيوسياسي للاتحاد السوفيتي في الأربعينيات. تُعرف إستراتيجية «الاحتواء» بأنها سياسة الحرب الباردة الخارجية للولايات المتحدة وحلفائها لمنع انتشار الشيوعية بعد نهاية الحرب العالمية الثانية.
كجزء من الحرب الباردة، كانت هذه السياسة استجابة لحركة الاتحاد السوفيتي لزيادة النفوذ الشيوعي في أوروبا الشرقية وآسيا وأفريقيا وأمريكا اللاتينية. يمثل الاحتواء موقفًا وسطًا بين الانفراج (الاسترخاء في العلاقات) والتراجع (استبدال نظام بشكل فعال). صيغت أساسات المذهب في برقية عام 1946 من قبل الدبلوماسي الأمريكي جورج كينان خلال فترة ما بعد الحرب العالمية الثانية من ولاية الرئيس الأمريكي هاري ترومان. كوصف للسياسة الخارجية للولايات المتحدة، نشأت الكلمة في تقرير قدمه كينان إلى وزير الدفاع الأمريكي جيمس فورستال في عام 1947، والذي استخدم لاحقًا في مقال في مجلة.

## الاستخدامات السابقة للمصطلح
كانت هناك سوابق تاريخية كبيرة مألوفة للأمريكيين والأوروبيين. في خمسينيات القرن التاسع عشر، طورت قوى مكافحة العبودية في الولايات المتحدة إستراتيجية أرض حرة للاحتواء من أجل وقف توسع العبودية حتى انهارت في وقت لاحق. يشرح المؤرخ جيمس أوكس الاستراتيجية:
ستحيط الحكومة الفيدرالية الجنوب بولايات حرة وأقاليم حرة ومياه حرة، مؤسسين بذلك ما أسموه «طوق الحرية» حول العبودية، وبالتالي تطويقها إلى أن تجبر نقاط الضعف الداخلية للنظام دول العبيد على التخلي عن العبودية واحدة تلو الأخرى.
بين عامي 1873 و1877، تدخلت ألمانيا مرارًا وتكرارًا في الشؤون الداخلية لجيران فرنسا. في بلجيكا وإسبانيا وإيطاليا، مارست بسمارك ضغطًا سياسيًا قويًا ومستدامًا لدعم انتخاب أو تعيين حكومات ليبرالية معادية لسيطرة القساوسة. كان هذا جزءًا من إستراتيجية متكاملة لتعزيز الجمهوريانية في فرنسا من خلال عزل استراتيجي وإيديولوجي للنظام الكهنوتي الملكي للرئيس باتريس دو مكماهون. كان من المأمول أنه من خلال ربط فرنسا بعدد من الدول الليبرالية، سيتمكن الجمهوريون الفرنسيون من هزيمة مكماهون وأنصاره الرجعيين. يوفر المفهوم الحديث للاحتواء نموذجًا مفيدًا لفهم ديناميات هذه السياسة.
في أعقاب ثورة 1917 البلشفية في روسيا، كانت هناك دعوات من الزعماء الغربيين لعزل الحكومة البلشفية، التي بدت عازمة على الترويج لثورة عالمية. في مارس 1919، دعا رئيس الوزراء الفرنسي جورج كليمنصو إلى حزام صحي (حلقة من الدول غير الشيوعية) وذلك لعزل الاتحاد السوفيتي. ترجمةً لهذه العبارة، دعا الرئيس الأمريكي وودرو ويلسون إلى «حجر صحي». تقارن كلتا الجملتين الشيوعية بمرض معدي.
بدأ الحلفاء في الحرب العالمية الأولى توغلًا في روسيا، ظاهريًا لإنشاء جبهة شرقية ضد ألمانيا. في واقع الأمر، كانت السياسة معادية للبلاشفة أيضًا، وكان لحربها الاقتصادية أثر كبير على روسيا بأكملها. بحلول عام 1919، كان التدخل معاديًا للشيوعية بشكل كامل، على الرغم من أن عدم شعبية عملية الاعتداء أدى إلى سحبها تدريجيًا. انخرطت الولايات المتحدة بصورة متزامنة في عمل سري ضد الحكومة السوفيتية الجديدة، الذي انطوى على عمل الشاب ألين دالاس. في حين أن الحملات كانت مؤيدة للديمقراطية رسميًا، كثيرًا ما دعمت الإرهاب الأبيض لجنرالات القياصرة السابقين، مثل الجنرال جي إم سيمينوف وألكسندر كولتشاك.
رفضت الولايات المتحدة في البداية الاعتراف بالاتحاد السوفيتي، لكن الرئيس فرانكلين روزفلت عكس السياسة في عام 1933 على أمل توسيع أسواق التصدير الأمريكية.
كانت اتفاقية ميونيخ لعام 1938 محاولة فاشلة لاحتواء التوسع النازي في أوروبا. حاولت الولايات المتحدة احتواء التوسع الياباني في آسيا في الفترة بين 1937 و1941، وردّت اليابان بهجومها على بيرل هاربر.
بعد أن غزت ألمانيا الاتحاد السوفيتي في عام 1941 خلال الحرب العالمية الثانية، وجدت الولايات المتحدة والاتحاد السوفيتي أنفسهما متحالفتين ضد ألمانيا، واستخدمتا التراجع لهزيمة قوى المحور: ألمانيا وإيطاليا واليابان.